# Tvrtko Ljutić
Tvrtko Ljutić (* 8. září 2002 Záhřeb) je chorvatský lyžař. Je členem klubu HSK Žuti mačak. Jeho sestra Zrinka Ljutić se také věnuje lyžování na vrcholové úrovni.
Na ZOH mládeže 2020 bylo jeho největším úspěchem 5. místo ve slalomu.